# Месиниакос
Месиниако́с (Месси́нский зали́в, Мессенский, греч. Μεσσηνιακός κόλπος), также Коронский, Коронейский, Асинейский, в прошлом — Каламатский залив — залив в Ионическом море, на восточном побережье полуострова Пелопоннес.
Отделяет полуостров Мессении от полуострова Мани. Залив омывает южные берега Мессении и юго-западный берег полуострова Мани в Лаконии. У западной границы залива расположен мыс Акритас и остров Венетико, а на юго-востоке залив граничит с мысом Тенароном (Матапаном). Западное побережье низкое и обладает плодородными сельскохозяйственными землями, которые являются частью равнины Памисос, окружающей северную часть одноимённой реки. Восточные берега занимают южные предгорья Тайгет, сравнительно скалистые, недоступные для восхождения, во многих местах с крутыми обрывами в море и насчитывающие лишь несколько поселений.
Северная часть относительно густонаселённая с городами Каламата и Месини, а в западной части есть множество песчаных пляжей, привлекающих туристов. На северо-восточном берегу залива — крупный порт Каламата; вблизи него в залив впадает река Памисос. Также на берегах залива много морских курортов.
Вдоль восточного побережья залива проходит дорога Каламата — Ареополис. К северу от залива лежит национальная дорога 82, вдоль западного побережья Месиниакоса — дорога Корони — Ризомилос.
Населённые пункты залива:
- Корони — запад
- Лонга — запад
- Петалидион — северо-запад
- Месини — северо-запад
- Каламата — северо-запад
- Кардамили — восток
- Ступа — восток
- Айос-Николаос — восток
- Трахила — юго-восток
- Ареополис — юго-восток
- Еролимин — юго-восток